# 北條時宗
北條 時宗（ほうじょう ときむね，1251年6月5日—1284年4月20日，相模太郎時宗）是日本鎌倉時代中期的武将、政治家，鎌倉幕府第8代執權（1268年-1284年）。
北條時宗1251年出生於世襲鎌倉幕府執權一職的北條氏嫡系（得宗），在蒙古帝国野心窺伺日本的時代背景下擔任執權。
弘安七年4月20日在臨濟宗圓覺寺出家，同日病死（結核與心臟病）。

## 生平
建长3年（1251年）5月15日，北条时宗生于安達氏在相模国鎌倉甘绳的宅邸，本名正寿丸。因为哥哥宝寿丸（北条時輔）是庶子，因此正寿丸被指定为继承人。
康元2年（1257年），年仅7岁的正寿丸，在将軍御所由征夷大將軍宗尊親王亲自加冠元服，并赐以親王偏諱“宗”字，改名为相模太郎时宗。元服时，北条氏一门和得宗被官、公家等都列席，举行了盛大的仪式，比其庶兄时辅元服时的规模大得多。此时，北条时宗已是众所周知的北条家下任棟梁。
文应元年（1260年），北条时宗出任小侍所别当。然而，别当一职当时已有北条实时担任，此前小侍所并没有设置两个以上的别当之职；自时宗就任后，任命两个以上的别当就成为了惯例。据说将此惯例化是为了让时宗担任别当显得正当化。时宗进入小侍所，是为了让他为将来出任执权积累经验。时任小侍所别当实时是个深谋远虑、教养深厚的人物，时宗可以接受其教导、陶冶人格。次年4月与安达义景女儿堀内殿成亲。另外还有时宗在极乐寺的武艺大会上受到宗尊亲王称赞的逸话。
文永元年（1264年），六代执权北条长时出家，北条政村就任七代执权。是年8月，年仅14岁的时宗就任相当于执权助理的连署一职。时宗在执权政村和北条氏重臣实时的协助下，于文永3年（1266年）废除了企图颠覆幕府的宗尊亲王的征夷大将军之位，将其送回京都，拥立惟康亲王为征夷大将军。
忽必烈即位蒙古大汗8年后的文永5年（1268年）正月，高丽使节带着蒙古的国书来访九州大宰府，将蒙古的要求日本臣服的国书送至镰仓。3月5日，政村让位，时宗就任第八代执权。
时宗在前执权政村、义兄安達泰盛、以及北条实时和平頼綱等人的辅佐下，对外协议作出对蒙古国书的回应，对内实行制定大田文、限制御家人所領让渡、强化异国警备体制、进行降伏的祈祷仪式等政策；但另一方面，又无视了高丽三别抄的求援。文永8年（1271年），蒙古使节再度到日本进行武力进攻的警告后，北条时宗命令少贰氏为首的西国御家人进行备战，实行异国警备兵役。
另外，为了巩固北条得宗家的权力，北条时宗在文永9年（1272年）诛杀了时任六波罗探题南方别当、对其出任执权一事不满、企图接近朝廷的哥哥——北条时辅，及北条氏一族的评定众北条時章、北条教時兄弟（即二月骚动）。文永11年（1274年），将向幕府上呈《立正安国论》的日莲（日本法华宗之祖）流放佐渡。
文永11年（1274年），元军进攻日本。经过一场激战，挡住了元军向内陆地区的进军。第二年，劝降的蒙古使节杜世忠等人来到日本镰仓，时宗不顾连署北条義政的反对将使团处死。不久之后的建治3年（1277年），義政便辞去連署职位出家了，連署一职变空缺下来，直至弘安6年（1283年）北条業時就职。弘安2年（1279年）来日的周福使团也被大宰府处死。这两次处刑也有向元军示威的意图。北条时宗为首的镰仓幕府曾一度想出兵高丽，但顾虑到军费等问题，计划中止。代之的是扩大异国警备兵役，设置了長門探題并实行新的長門警备兵役，吸取文永之役的教训，在博多湾岸建造了存留至今的石垒，专心强化国防。
1281年蒙古二次來襲，被時宗領導的日本和颱風再次擊退。1284年時宗以實歲33歲英年早逝。

## 年表
| 和暦     | 西暦   | 月日（旧暦）    | 内容                               |
| -------- | ------ | --------------- | ---------------------------------- |
| 建長3年  | 1251年 | 5月15日         | 生誕（虚岁1歳）                    |
| 康元2年  | 1257年 | 12月26日        | 元服（7歳）                        |
| 弘長元年 | 1261年 | 12月22日        | 授從五位下、任官左馬権頭。（11歳） |
| 文永元年 | 1264年 | 8月11日         | 就任連署。（14歳）                 |
| 文永2年  | 1265年 | 1月5日          | 昇從五位上。（15歳）               |
| 文永2年  | 1265年 | 1月30日         | 兼任但馬權守。                     |
| 文永2年  | 1265年 | 3月28日         | 兼任相模守。离任但馬權守。         |
| 文永5年  | 1268年 | 1月29日         | 辞任左馬權頭。（18歳）             |
| 文永5年  | 1268年 | 3月5日          | 執權就任。                         |
| 文永9年  | 1272年 | 2月             | 二月騒動（22歳）                   |
| 文永11年 | 1274年 | 10月            | 文永之役（24歳）                   |
| 弘安4年  | 1281年 | 5月             | 弘安之役（31歳）                   |
| 弘安4年  | 1281年 | 閏7月7日        | 昇正五位下。                       |
| 弘安7年  | 1284年 | 4月4日          | 去世（享年34虚岁、32周岁）         |
| 明治37年 | 1904年 | 5月17日（新暦） | 贈從一位                           |

## 授予偏諱者

### 北条氏一門
- 北条時方（北條顕時、金泽流当主）[2][3][a]
- 北条宗宣（大佛流当主、第11代執権）[4][5]
- 北条宗泰（宗宣之弟）[5]
- 北条宗長（日语：北条宗長）（名越流）

### 其他（御家人、御内人）
- 足利家時[5][6][b]
- 足利宗家（斯波宗家、足利家時从兄弟）[8]
- 安達宗景（安達泰盛之子）
- 安達盛宗（安達宗景之弟）
- 安達宗顕（安達顕盛之子、安達時顕之父。安達宗景从兄弟）
- 小田宗知[5]
- 小山宗朝[5]
- 小山宗長（小山貞朝之父）[5]
- 葛西宗清（葛西清宗）[9]
- 河越宗重[5][10]
- 佐佐木宗信（六角宗信、佐佐木頼綱之子）[11]
- 佐佐木宗綱（六角宗綱、佐佐木頼綱之子）[11]
- 佐佐木宗氏（佐佐木氏京極流）[5]
- 佐佐木宗綱（佐佐木氏京極流）[5]
- 佐佐木宗清（佐佐木氏義清流）[5]
- 諏訪宗经[12]
- 平宗綱（平頼綱之子）
- 飯沼資宗（飯沼助宗、平宗綱亲弟）
- 武田信宗[13]
- 千葉宗胤[5][14]
- 千葉胤宗（千葉宗胤之弟）[5][14]
- 長井宗秀[5]
- 二階堂行宗[5]
- 户次時親[15]
- 町野宗康[16][c]
- 結城時广[17][18]
- 結城宗广

## 脚注